# سكوت هيل
سكوت هيل (بالإنجليزية: Scott Hill)‏ هو لاعب دوري الرغبي أسترالي، ولد في 30 مايو 1977 في دوبو في أستراليا.